# Mistrovství světa v ledním hokeji 1978
45. mistrovství světa  a 56. mistrovství Evropy v ledním hokeji probíhalo ve dnech 26. dubna - 14. května 1978 v Praze v Československu. O umístění mezi SSSR a ČSSR rozhodl větší počet střelených branek. Mistrovství se zúčastnilo 24 mužstev, rozdělených podle výkonnosti do tří skupin. V A-skupině se hrálo nejdříve jednokolově každý s každým, poté první čtyři týmy postoupily do finálové skupiny, kde se hrálo o 
titul. Mužstva na 5. až 8. místě hrála ve skupině o záchranu. Utkání ze základní skupiny se započítávala.

## Výsledky a tabulky

### Základní část
|    |         | TCH | URS  | CAN | SWE  | GER | USA | GDR  | FIN | V | R | P | Skóre | B  |
| 1. | ČSSR    | *** | 6:4  | 5:0 | 3:2  | 8:2 | 8:3 | 8:0  | 6:4 | 7 | 0 | 0 | 44:15 | 14 |
| 2. | SSSR    | 4:6 | ***  | 4:2 | 6:1  | 7:4 | 9:5 | 10:2 | 6:3 | 6 | 0 | 1 | 46:23 | 12 |
| 3. | Kanada  | 0:5 | 2:4  | *** | 7:5  | 6:2 | 7:2 | 6:2  | 4:6 | 4 | 0 | 3 | 32:26 | 8  |
| 4. | Švédsko | 2:3 | 1:6  | 5:7 | ***  | 6:2 | 5:1 | 10:1 | 6:1 | 4 | 0 | 3 | 35:21 | 8  |
| 5. | SRN     | 2:8 | 4:7  | 2:6 | 2:6  | *** | 7:4 | 1:1  | 5:3 | 2 | 1 | 4 | 23:35 | 5  |
| 6. | USA     | 3:8 | 5:9  | 2:7 | 1:5  | 4:7 | *** | 7:3  | 3:3 | 1 | 1 | 5 | 25:42 | 3  |
| 7. | NDR     | 0:8 | 2:10 | 2:6 | 1:10 | 1:1 | 3:7 | ***  | 4:3 | 1 | 1 | 5 | 13:45 | 3  |
| 8. | Finsko  | 4:6 | 3:6  | 6:4 | 1:6  | 3:5 | 3:3 | 3:4  | *** | 1 | 1 | 5 | 23:34 | 3  |

 Švédsko -  SRN	6:2 (2:0, 3:1, 1:1)
26. dubna 1978 (12:00) – Praha (Sportovní hala ČSTV)

Branky Švédska: 11:11 Lars Lindgren, 13:56 Kent-Erik Andersson, 30:42 Rolf Edberg, 33:06 Per-Olov Brasar, 35:19 Roland Eriksson, 42:12 Bengt Lundholm.

Branky SRN: 25:02 Robert Murray, 50:52 Hans Zach.

Rozhodčí: Vladimír Šubrt - Luděk Exner, Karel Sládeček (TCH)

Vyloučení: 7:10 (4:1) + Horst Kretschmer na 10 min.

Diváků: 7 372
Švédsko: Högosta – Salming, Östling, Lindgren, Zetterström, Weinstock, Waltin – Ahlberg, Brasar, Norberg – Anderson, Edberg, Lundholm – Lundberg, Ericsson, Olsson.
SRN: Weishaupt – Udo Kießling, Scharf, Murray, Ignaz Berndaner, Kretschmer, Auhuber – Alois Schloder, Erich Kühnhackl, Phillip – Martin Hinterstocker, Wild, Franz Reindl – Kühl, Hans Zach, Hermann Hinterstocker.
 SSSR -  USA	9:5 (3:2, 1:2, 5:1)
26. dubna 1978 (16:00) - Praha (Sportovní hala ČSTV)

Branky SSSR: 0:39 Boris Michajlov, 10:44 Helmuts Balderis, 19:59 Vladimír Golikov, 23:33 Boris Michajlov, 46:38 Boris Michajlov, 48:15 Alexandr Malcev, 51:54 Alexander Golikov, 55:58 Alexander Golikov, 59. Helmuts Balderis.

Branky USA: 7:45 Harvey Bennett, 12:14 Glen Patrick, 21:16 Dave Debol, 36:36 Mike Fidler, 58:37 Jim Warner.

Rozhodčí: Raimo Sepponen (FIN) - Berthold Schweiger (NDR), Lasse Vanhanen (FIN)

Vyloučení: 1:2

Diváků: 9 845
SSSR: Treťjak – Biljaletdinov, Fetisov, Lutčenko, Fedorov, Vasiljev, Pervuchin – Michajlov, Petrov, Charlamov – Balderis, Žluktov, Kapustin – Malcev, Vladimír Golikov, Alexander Golikov – Lebeděv, Makarov.
USA: Lopresti – Patrick, Laimby, Norwich, Jackson, Morrow – Younghans, Curt Bennett, Jensen – Warner, Debol, Fidler – Faves, Johnson, Harvey Bennett – Alley, Collyard, Gilligan.
 Československo -  NDR	8:0 (2:0, 2:0, 4:0)
26. dubna 1978 (20:30) - Praha (Sportovní hala ČSTV)

Branky a nahrávky Československa: 2:18 Milan Chalupa (Bohuslav Ebermann), 7:02 Jaroslav Pouzar (Pavel Richter), 24:44 Ivan Hlinka (Milan Kajkl), 37:30 Peter Šťastný (Miroslav Dvořák), 40:17 Milan Nový (Ivan Hlinka), 42:19 Peter Šťastný (Miroslav Dvořák), 44:59 Marián Šťastný (Miroslav Dvořák), 52:54 František Kaberle (Josef Augusta).

Rozhodčí: Stig Karlsson (SWE) – Harry Westreicher (AUT), Björn Ferber (SUI)

Vyloučení: 5:5 (3:0) + Gerhard Müller na 5 min.

Diváků: 13 119
ČSSR: Jiří Holeček – Jiří Bubla, Milan Kajkl, František Kaberle, Jan Zajíček, Milan Chalupa, Miroslav Dvořák – Pavel Richter (41. Jiří Novák), Ivan Hlinka, Jaroslav Pouzar – Vladimír Martinec, Milan Nový, Josef Augusta – Marián Šťastný, Peter Šťastný, Bohuslav Ebermann.
NDR: Roland Herzig – Frank Braun, Dieter Simon, Reinhard Fengler, Dieter Frenzel, Joachim Lempio, Dietmar Peters – Eckhard Scholz, Peter Slapke, Rolf Bielas – Roland Peters, Gerhard Müller, Friedhelm Bögelsack – Frank Proske, Rainer Patschinski, Joachim Stasche.
 Kanada -  Finsko	4:6 (4:1, 0:3, 0:2)
27. dubna 1978 (13:00) - Praha (Sportovní hala ČSTV)

Branky Kanady: 0:37 Jean Pronovost, 9:04 Dennis Maruk, 12:55 Robert Picard, 16:11 Dennis Maruk.

Branky Finska: 15:06 Matti Hagman, 22:47 Tapio Levo, 31:38 Pekka Rautakallio, 35:35 Juhani Tamminen, 49:43 Juhani Tamminen, 53:07 Pekka Marjamäki.

Rozhodčí: Josef Kompalla (GER) - Berthold Schweiger (NDR), Jurij Smirnov (URS),

Vyloučení: 9:2 (0:2)

Diváků: 7 790
Kanada: Bouchard – Kearns, Maxwell, Shand, Ribble, Hampton, Picard – Pronovost, Dionne, Hickey – Paiement, Lysiak, MacMullan – Sharpley, Charron, Lever – Unger, Maruk, Murphy.
Finsko: Ylönen – Marjamäki, Rautakallio, Ruotsalainen, Nummelin, Siltanen, Levo – Porvari, Peltonen, Kouivulahti – Tamminen, Repo, Rautianen – Ahokainen, Hagman, Makkonen.
 SSSR -  SRN	7:4 (4:2, 0:0, 3:2)
27. dubna 1978 (17:00) - Praha (Sportovní hala ČSTV)

Branky SSSR: 3:53 Valerij Charlamov, 7:45 Alexander Golikov, 8:01 Vjačeslav Fetisov, 16:18 Boris Michajlov, 42:51 Sergej Makarov, 47:24 Alexandr Malcev, 52:34 Viktor Žluktov.

Branky SRN: 10:39 Martin Wild, 17:29 Walter Köberle, 51:36 Rainer Philipp, 58:24 Alois Schloder.

Rozhodčí: Kenneth Peirce (USA) - Björn Ferber (SWE), Lasse Vanhanen (FIN)

Vyloučení: 8:4 (1:2)

Diváků: 5 297
SSSR: Treťjak – Fetisov, Biljaletdinov, Lutčenko, Fedorov, Pervuchin, Vasiljev – Charlamov, Petrov, Michajlov – Kapustin, Žluktov, Balderis – Malcev, Vladimír Golikov, Alexander Golikov – Makaron, Lebeděv.
SRN: Weishaupt – Kießling, Auhuber, Murray, Berndaner, Kretschmer, Scharf - Schloder, Kühnhackl, Phillip – Martin Hinterstocker, Wild, Reindl – Kühl, Zach, H. Hinterstocker – Köberle, Funk, Vacatko.
 Švédsko -  USA	5:1 (2:1, 0:0, 3:0)
27. dubna 1978 (20:30) - Praha (Sportovní hala ČSTV)

Branky Švédska: 11:21 Rolf Edberg, 19:37 Ulf Weinstock, 43:15 Stig Salming, 56:08 Lars Gunnar Lundberg, 56:20 Rolf Edberg.

Branky USA: 7:48 Mike Fidler.

Rozhodčí: Patrick McCormack (CAN) - Harry Westreicher (AUT), Laszlo Schell (HUN)

Vyloučení: 1:3 (1:0)

Diváků: 6 670
Švédsko: Äström – Lindgren, Zetterström, Salming, Östling, Weinstock, Waltin – Anderson, Edberg, Lundholm – Ahlberg, Brasar, Norberg – Olsson, Eriksson, Holmgren – Lundberg.
USA: Lopresti – Jackson, Westrum, Morrow, Patrick, Norwich – Younghans, Curt Bennett, Jensen – Collyard, Gilligan, Fidler – Faves, Johnson, Harvey Bennett – Warner, Debol.
 Československo -  Finsko	6:4 (1:3, 2:1, 3:0)
28. dubna 1978 (17:00) - Praha (Sportovní hala ČSTV)

Branky a nahrávky Československa: 4:25 Jaroslav Pouzar (Ivan Hlinka), 34:30 Ivan Hlinka (Pavel Richter), 39:20 Vladimír Martinec (Bohuslav Ebermann), 45:18 Jiří Novák (Bohuslav Ebermann), 49:10 Jiří Novák (Vladimír Martinec), 56:28 Vladimír Martinec (Jiří Novák).

Branky a nahrávky Finska: 6:08 Juhani Tamminen (Seppo Repo), 17:16 Esa Peltonen (Pertti Koivulahti), 19:49 Pekka Rautakallio (Pertti Koivulahti), 20:33 Jukka Porvari.

Rozhodčí: Kenneth Pierce (USA) – Berthold Schweiger (GDR), Harry Westreicher (AUT)

Vyloučení: 4:7 (3:2)

Diváků: 14 088
ČSSR: Jiří Holeček – Jiří Bubla, Milan Kajkl, Milan Chalupa, Miroslav Dvořák, František Kaberle, Jan Zajíček, Oldřich Machač – Pavel Richter, Ivan Hlinka, Jaroslav Pouzar – Vladimír Martinec, Jiří Novák, Bohuslav Ebermann – Peter Šťastný, Milan Nový, Josef Augusta.
Finsko: Antero Kivelä – Pekka Marjamäki, Pekka Rautakallio, Timo Nummelin, Reijo Ruotsalainen, Risto Siltanen, Tapio Levo – Jukka Porvari, Pertti Koivulahti, Esa Peltonen – Juhani Tamminen, Seppo Repo, Matti Rautiainen – Seppo Ahokainen, Matti Hagman, Kari Makkonen.
 NDR -  Kanada	2:6 (0:3, 0:1, 2:2)
28. dubna 1978 (20:30) - Praha (Sportovní hala ČSTV)

Branky NDR: 52:47 Eckhard Scholz, 54:38 Gerhard Müller.

Branky Kanady: 6:08 Michael Murphy, 8:18 Marcel Dionne, 12:32 Guy Charron, 20:32 Marcel Dionne, 53:31 Pat Hickey, 56:58 Wilf Palement.

Rozhodčí: Viktor Dombrovskij - Jurij Smirnov (URS), Lasse Vanhanen (FIN)

Vyloučení: 1:3

Diváků: 5 780
NDR: Herzig – Braun, Simon, Lempio, Dietmar Peters, Fengler, Frenzel – Scholz, Slapke, Franke – Proske, Patschinski, Stasche – Roland Peters, Müler, Bögelsack – Unterdörfel.
Kanada: Herron - Ribble, Shand, Kearns, Maxwell, Pikard, Hampton – Pronovost, Dionne, Hickey – Unger, Charron, Paiement – Murphy, Maruk, MacMullan – Lever, Sharpley.
 Československo -  SRN	8:2 (2:1, 4:1, 2:0)
29. dubna 1978 (17:00) - Praha (Sportovní hala ČSTV)

Branky a nahrávky Československa: 4:55 Bohuslav Ebermann (Jiří Novák), 8:12 Peter Šťastný (Marián Šťastný),, 22:09 Marián Šťastný (Peter Šťastný), 24:47 Marián Šťastný, 34:31 Bohuslav Ebermann (Vladimír Martinec), 38:14 František Černík (Peter Šťastný), 56:35 Marián Šťastný, 58:14 Bohuslav Ebermann.

Branky a nahrávky SRN: 10:27 Alois Schloder, 34:50 Erich Kühnhackl.

Rozhodčí: Viktor Dombrovskij (URS) – Laszlo Schell (HUN), Björn Ferber (SWE)

Vyloučení: 6:9 (2:0, 1:0) navíc Robert Murray na 10 min.

Diváků: 12 154
ČSSR: Jiří Crha – Milan Chalupa, Milan Kajkl, František Kaberle, Jan Zajíček, Miroslav Dvořák, Oldřich Machač – Pavel Richter, Ivan Hlinka, Jaroslav Pouzar - Marián Šťastný, Peter Šťastný, František Černík – Vladimír Martinec, Jiří Novák, Bohuslav Ebermann - Milan Nový, Josef Augusta.
SRN: Erich Weishaupt – Robert Murray, Ignaz Berndaner, Horst Kretschmer, Udo Kießling, Klaus Auhuber – Alois Schloder, Erich Kühnhackl, Rainer Philipp – Martin Hinterstocker, Martin Wild, Franz Reindl – Marcus Kuhl, Hans Zach, Hermann Hinterstocker.
 Švédsko -  NDR	10:1 (2:0, 4:0, 4:1)
29. dubna 1978 (20:30) - Praha (Sportovní hala ČSTV)

Branky Švédska: 7:15 Mats Åhlberg, 17:15 Rolf Edberg, 29:23 Kent-Erik Andersson, 31:03 Mats Åhlberg, 35:12 Lars Gunnar Lundberg, 35:50 Bengt Lundholm, 45:58 Lenart Norberg, 47:50 Rolf Edberg, 49:49 Mats Åhlberg, 54:27 Bengt Lundholm.

Branky NDR: 44:35 Rainer Patschinski.

Rozhodčí: Josef Kompalla (GER) - Luděk Exner, Karel Sládeček (TCH)

Vyloučení: 3:3 (1:0)

Diváků: 4 680
 SSSR -  Finsko	6:3 (0:2, 3:0, 3:1)
30. dubna 1978 (17:00) - Praha (Sportovní hala ČSTV)

Branky SSSR: 29:41 Viktor Žluktov, 31:44 Sergej Makarov, 32:31 Vjačeslav Fetisov, 40:44 Valerij Charlamov, 50:32 Boris Michajlov, 54:52 Boris Michajlov.

Branky Finska: 10:16 Matti Rautiainen, 14:51 Tapio Levo, 43:06 Jukka Porvari.

Rozhodčí: Patrick McCormack (CAN) - Berthold Schweiger (NDR), Björn Ferber (SWE)

Vyloučení: 5:3 (1:2)

Diváků: 9 939
SSSR: Paškov - Biljaletdinov, Fetisov, Lutčenko, Fedorov, Vasiljev, Pěrvuchin - Michajlov, Petrov, Charlamov - Balderis, Žluktov, Kapustin - Malcev, V. Golikov, A. Golikov - Makarov, Lebeděv.
Finsko: Ylönen - Litma, Marjamäki, Rautakallio, Levo, Siltanen, Ruotsalainen - Porvari, Koivulahti, E. Peltonen - Ahokainen, Hagman, Makkonen - Tamminen, Repo, Rautiainen - Leinonen, Jarkko.
 Kanada -  USA	7:2 (2:0, 2:0, 3:2)
30. dubna 1978 (20:30) - Praha (Sportovní hala ČSTV)

Branky Kanady: 5:04 Wilf Palement, 7:08 Dennis Maruk, 20:19 Marcel Dionne, 34:40 Dennis Maruk, 46:58 Dennis Maruk, 48:13 Wilf Palement, 53:35 Marcel Dionne.

Branky USA: 56:42 Mike Fidler, 57:12 William Gilligan.

Rozhodčí: Raimo Sepponen (FIN) - Laszlo Schell (HUN), Harry Westreicher (AUT)

Vyloučení: 6:6 (0:0) + Dennis Kearns (CAN) na 10 min.

Diváků: 9 902
 NDR -  SSSR	2:10 (1:2, 1:0, 0:8)
1. května 1978 (17:00) - Praha (Sportovní hala ČSTV)

Branky NDR: 12:16 Gerhard Müller, 31:49 Gerhard Müller.

Branky SSSR: 1:33 Sergej Kapustin, 5:34 Vladimir Petrov, 42:28 Alexandr Malcev, 50:15 Valerij Vasiljev, 50:40 Sergej Makarov, 52:49 Sergej Kapustin, 53:49 Vladimír Golikov, 57:09 Valerij Vasiljev, 57:58 Alexandr Malcev, 59:05 Sergej Kapustin

Rozhodčí: Vladimír Šubrt - Luděk Exner, Karel Sládeček (TCH)

Vyloučení: 5:3 (0:1)

Diváků: 5 354
NDR: Kraske (54. Herzig) - Braun, Simon, Lempio, D. Peters, Fengler, Frenzel - Franke, Slapke, Bielas - Proske, Patschinski, Stasche - R. Peters, G. Müller, Bögelsack - Scholz, Schröder, Unterdörfel.
SSSR: Paškov - Biljaletdinov, Fetisov, Lutčenko, Fedorov, Vasiljev, Pěrvuchin - Michalov, Petrov, Lebeděv - Balderis, Žluktov, Kapustin - Malcev, V. Golikov, A. Golikov.
 SRN -  Kanada	2:6 (0:1, 1:3, 1:2)
1. května 1978 (20:30) - Praha (Sportovní hala ČSTV)

Branky SRN: 24:12 Ignaz Berndaner, 46:26 Rainer Philipp.

Branky Kanady: 16:25 Dennis Maruk, 20:31 Marcel Dionne, 22:52 Marcel Dionne, 30:29 Don Lever, 47:41 Marcel Dionne, 55:27 Don Lever.

Rozhodčí: Stig Karlsson (SWE) - Jurij Smirnov (URS), Lasse Vanhanen (FIN)

Vyloučení: 6:7 (1:0) + Garry Unger na 10 min.

Diváků: 5 321
 Československo -  USA	8:3 (0:0, 3:0, 5:3)
2. května 1978 (17:00) - Praha (Sportovní hala ČSTV)

Branky a nahrávky Československa: 21:17 Pavel Richter (Ivan Hlinka), 23:58 Pavel Richter (Jiří Bubla), 25:54 Jan Zajíček (Marián Šťastný), 48:43 Jan Zajíček (Pavel Richter), 51:01 Jaroslav Pouzar (Ivan Hlinka), 52:16 Milan Nový (Jan Zajíček), 56:43 František Černík (Marián Šťastný), 57:37 Jaroslav Pouzar (Ivan Hlinka).

Branky a nahrávky USA: 43:46 Curt Bennett (Mark Johnson), 51:30 Curt Bennett (Dave Debol), 53:48 Mike Eaves (Robert Collyard).

Rozhodčí: Patrick McCormack (CAN) - Harry Westreicher (AUT), Laszlo Schell (HUN)

Vyloučení: 0:0

Diváků: 13 803
ČSSR: Jiří Holeček – Jiří Bubla, Milan Kajkl, Jan Zajíček, František Kaberle, Miroslav Dvořák, Oldřich Machač – Pavel Richter, Ivan Hlinka, Jaroslav Pouzar – Vladimír Martinec, Jiří Novák, Bohuslav Ebermann - Marián Šťastný, Peter Šťastný, František Černík – Josef Augusta, Milan Nový.
USA: Jim Warden – Don Jackson, Craig Norwich, Patrick Westrum, Ken Morrow, Glen Patrick – Steve Jensen, Mike Fidler, Tom Younghans - Jim Warner, Mark Johnson, Mike Eaves – Harvey Bennett, Dave Debol, Curt Bennett – William Gilligan, Robert Collyard.
 Finsko -  Švédsko	1:6 (0:0, 0:3, 1:3)
2. května 1978 (20:30) - Praha (Sportovní hala ČSTV)

Branky Finska: 57:46 Reijo Ruotsalainen.

Branky Švédska: 26:48 Göran Lindblom, 27:09 Thomas Gradin, 31:36 Lars Gunnar Lundberg, 44:07 Rolf Edberg, 45:01 Lars Gunnar Lundberg, 45:43 Bengt Lundholm.

Rozhodčí: Vladimír Šubrt - Luděk Exner (TCH), Jurij Smirnov (URS)

Vyloučení: 5:4 (1:1)

Diváků: 8 715
Finsko: Kivelä – Nummelin, Ruotsalainen, Marjamäki, Rautakallio, Siltanen, Levo – Tamminen, Repo, Rautiainen – Porvari, Kuivulahti, Peltonem – Ahokainen, Hagman, Makkonen.
Švédsko: Äström – Salming, Waltin, Lindgren, Zetterström, Lindblom, Östling – Ahlberg, Brasar, Ericsson – Anderson, Edberg, Lundholm – Olsson, Gradin, Holmgren.
 USA -  SRN	4:7 (1:2, 3:1, 0:4)
3. května 1978 (17:00) - Praha (Sportovní hala ČSTV)

Branky USA: 15:25 Tom Younghans, 39:09 Craig Norwich, 32:48 William Gilligan, 37:51 Tom Younghans.

Branky SRN: 10:18 Walter Köberle, 16:20 Martin Hinterstocker, 23:28 Hermann Hinterstocker, 46:22 Rainer Philipp, 46:42 Ignaz Berndaner, 57:34 Erich Kühnhackl, 58:50 Martin Wild.

Rozhodčí: Stig Karlsson - Björn Ferber (SWE), Lasse Vanhanen (FIN)

Vyloučení: 5:3 (1:1)

Diváků: 5 237
USA: Lopresti – Norwich, Jackson, Morrow, Patrick, Lamby, Westrum – Warner, Debol, Fidler – Curt Bennett, Younghans, Jensen – Eaves, Johnson, Harvey Bennett – Gilligan, Collyard.
SRN: Engelbrecht (Weishaupt) – Auhuber, Kiessling, Berndaner, Murray, Kretschmer, Scharf – Philipp, Kühnhackl, Kuhn – Reind, Wild, Martin Hinterstocker – Hermann Hinterstocker, Zach, Köberle – Funk.
 Finsko -  NDR	3:4 (1:1, 1:2, 1:1)
3. května 1978 (20:30) - Praha (Sportovní hala ČSTV)

Branky Finska: 9:54 Esa Peltonen, 35:43 Pekka Marjamäki, 59:59 Juhani Tamminen.

Branky NDR: 15:12 Dieter Simon, 28:11 Joachim Stasche, 29:32 Roland Peters, 52:46 Roland Peters.

Rozhodčí: Viktor Dombrovskij (URS) - Luděk Exner, Karel Sládeček (TCH)

Vyloučení: 3:2 (0:0, 1:1)

Diváků: 5 293
Finsko: Ylönen- Nummelin, Ruotsalainen, Marjamäki, Rautakallio, Siltanen, Litma – Tamminen, Repo, Rautiainen – Porvari, Kuivulahti, Peltonem – Ahokainen, Jarkko, Leinonen.
NDR: Kraske – Braun, Simon, Dietmar Peters, Lempio, Frenzel, Fengler – Bielas, Slapke, Franke – Stasche, Patschinski, Proske – Bögelsack, Müller, Roland Peters.
 Švédsko -  SSSR	1:6 (0:2, 0:1, 1:3)
4. května 1978 (17:00) - Praha (Sportovní hala ČSTV)

Branky Švédska: 41:13 Kent-Erik Andersson.

Branky SSSR: 1:33 Sergej Kapustin, 17:02 Valerij Charlamov, 38:50 Vladimír Golikov, 41:45 Vladimír Golikov, 42:34 Boris Michajlov, 56:02 Helmuts Balderis.

Rozhodčí: Raimo Sepponen (FIN) - Harry Westreicher (AUT), Laszlo Schell (HUN)

Vyloučení: 5:6 (0:1)

Diváků: 13 668
Švédsko: Högosta – Salming, Waltin, Lindgen, Weinstock, Lindblom, Östling – Ahlberg . Brasar, Eriksson – Lundholm, Edberg, Andersson – Olsson, Gradin, Holmgren – Lundberg, Norberg.
SSSR: Treťjak – Cygankov, Fetisov, Lutčenko, Biljaletdinov, Vasiljev, Pervuchin – Michajlov, Petrov, Charlamov – Balderis, Žluktov, Kapustin – Malcev, Vladimír Golikov, Alexander Golikov – Makarov, Lebeděv.
 Československo -  Kanada	5:0 (1:0, 1:0, 3:0)
4. května 1978 (20:30) - Praha (Sportovní hala ČSTV)

Branky a nahrávky Československa: 6:01 Jaroslav Pouzar (Ivan Hlinka), 37:47 Jiří Bubla (Peter Šťastný), 46:24 Jiří Novák (Bohuslav Ebermann), 46:44 Peter Šťastný (Marián Šťastný), 52:43 František Černík (Ivan Hlinka).

Rozhodčí: Kenneth Pierce (USA) – Björn Ferber (SWE), Lasse Vanhanen (FIN)

Vyloučení: 4:9 (1:0, 1:0)

Diváků: 14 088
ČSSR: Jiří Holeček – Jiří Bubla, Milan Kajkl, František Kaberle, Jan Zajíček, Oldřich Machač, Miroslav Dvořák – Pavel Richter, Ivan Hlinka, Jaroslav Pouzar – Vladimír Martinec, Jiří Novák, Bohuslav Ebermann - Marián Šťastný, Peter Šťastný, František Černík.
Kanada: Daniel Bouchard – David Shand, Pat Ribble, Rick Hampton, Robert Picard, Brad Maxwell, Dennis Kearns – Jean Pronovost, Marcel Dionne, Pat Hickey – Robert McMillan, Garry Unger, Michael Murphy – Wilf Palement, Glen Sharplay, Don Lever – Thomas Lysiak, Guy Charron, Dennis Maruk.
 SRN -  Finsko	5:3 (2:0, 1:1, 2:2)
5. května 1978 (17:00) - Praha (Sportovní hala ČSTV)

Branky SRN: 3:00 Erich Kühnhackl, 8:15 Martin Hinterstocker, 23:47 Erich Kühnhackl, 46:10 Erich Kühnhackl, 53:57 Marcus Kuhl.

Branky Finska: 27:44 Seppo Repo, 57:55 Seppo Repo, 59:32 Jukka Porvari.

Rozhodčí: Patrick McCormack (CAN) - Jurij Smirnov (URS), Berthold Schweiger (NDR)

Vyloučení: 4:2

Diváků: 6 168
SRN: Weishaupt – Kiessling, Auhuber, Murray, Berndaner, Scharf, Kretschmer – Kuhl, Kühnhackl, Phillip – Martin Hinterstocker, Wild, Rendl – Köberle, Zach, Hermann Hinterstocker – Funk.
Finsko: Ylönen – Nummeli, Litma, Marjämaki, Rautakallio, Siltanen, Lepo, Ruotsalainen – Tamminen, Repo, Rautiainen – Porvali, Koivulahti, Peltonen – Ahokainen, Jarkko, Leinonen – Makkonen.
 NDR -  USA	3:7 (1:3, 1:2, 1:2)
5. května 1978 (20:30) - Praha (Sportovní hala ČSTV)

Branky NDR: 1:31 Joachim Stasche, 30:30 Rolf Bielas, 55:42 Friedhelm Bögelsack.

Branky USA: 6:08 Harvey Bennett, 9:54 Mike Eaves, 15:18 Patrick Westrum, 26:46 Curt Bennett, 29:49 Harvey Bennett, 51:43 Mike Eaves, 56:10 Mike Fidler.

Rozhodčí: Raimo Sepponen (FIN) - Luděk Exner, Karel Sládeček (TCH)

Vyloučení: 4:6 (2:3) + Joachim Lempio – Patrick Westrum, Harvey Bennett na 5. min., William Gilligan na 5 min a 10 min.

Diváků: 5 802
NDR: Kraske (Herzig) – Braun, Simon, Lempio, Dietmar Peters, Fengler, Frenzel – Bielas, Slapke, Franke – Proske, Patschinski, Stasche – Roland Peters, Müller, Bögelsack.
USA: Lopresti – Jackson, Norwich, Petrick, Morrow, Westrum, Lamby – Fidler, Debol, Warner – Curt Bennett, Younghans, Jensen – Gilligan, Johnson, Eaves – Harvey Bennett.
 Československo -  SSSR	6:4 (1:2, 3:1, 2:1)
6. května 1978 (16:00) - Praha (Sportovní hala ČSTV)

Branky a nahrávky Československa: 7:32 František Černík (Marián Šťastný), 22:17 František Černík (Peter Šťastný), 35:39 František Černík, 37:03 Ivan Hlinka, 44:42 Peter Šťastný (František Černík), 48:36 Bohuslav Ebermann (Jiří Bubla).

Branky a nahrávky SSSR: 15:45 Helmuts Balderis (Sergej Kapustin), 16:44 Vasilij Pěrvuchin (Alexandr Malcev), 23:12 Helmuts Balderis (Sergej Kapustin), 48:50 Vladimír Lutčenko (Sergej Kapustin).

Rozhodčí: Raimo Sepponen (FIN) - Harry Westreicher (AUT), Laszlo Schell (HUN)

Vyloučení: 2:4 (2:1) + Peter Šťastný, Jan Zajíček - Sergej Makarov, Vjačeslav Fetisov na 5 min.

Diváků: 14 088
ČSSR: Jiří Holeček – Miroslav Dvořák, Oldřich Machač, Jan Zajíček, František Kaberle, Milan Kajkl, Jiří Bubla – Vladimír Martinec, Jiří Novák, Bohuslav Ebermann - Marián Šťastný, Peter Šťastný, František Černík – Pavel Richter, Ivan Hlinka, Jaroslav Pouzar – Milan Nový, Josef Augusta.
SSSR: Vladislav Treťjak – Vjačeslav Fetisov, Gennadij Cygankov, Vladimír Lutčenko, Zinetula Biljaletdinov, Valerij Vasiljev, Vasilij Pěrvuchin – Boris Michajlov, Alexandr Malcev, Valerij Charlamov – Helmuts Balderis, Viktor Žluktov, Sergej Kapustin – Jurij Lebeděv, Vladimír Golikov, Sergej Makarov.
 Kanada -  Švédsko	7:5 (1:1, 2:3, 4:1)
6. května 1978 (19:30) - Praha (Sportovní hala ČSTV)

Branky Kanady: 2:45 Don Lever, 37:57 Pat Hickey, 39:48 Marcel Dionne, 40:13 Michael Murphy, 40:34 Pat Hickey, 45:48 Brad Maxwell, 54:46 Pat Hickey.

Branky Švédska: 10:5 Kent-Erik Andersson, 26:00 Stig Salming, 3:48 Lars Lindgren, 37:11 Rolf Edberg, 49:19 Thomas Gradin.

Rozhodčí: Kenneth Pierce (USA) - Jurij Smirnov (URS), Lasse Vanhanen (FIN)

Vyloučení: 1:2 (1:0) navíc Sharpey, Don Lever 10 min.

Diváků: 12 769
Kanada: Herron – Shand, Ribble, Hampton, Picard, Maxwell, Kearns – McMillan, Unger, Murphy – Paiement, Sharpley, Lever – Pronovost, Dionne, Hickey – Maruk, Lysiak.
Švédsko: Aström – Östling, Lindblom, Lindgren, Zetterström, Salming, Waltin – Ahlberg, Brasar, Eriksson – Andersson, Edberg, Lundholm – Olsson, Gradin, Holmgren – Lundberg, Norberg.
 SRN -  NDR	1:1 (0:1, 1:0, 0:0)
7. května 1978 (17:00) - Praha (Sportovní hala ČSTV)

Branky SRN: 36:31 Marcus Kuhl.

Branky NDR: 9:04 Roland Peters.

Rozhodčí: Viktor Dombrovskij (URS) - Björn Ferber (SWE), Harry Westreicher (AUT)

Vyloučení: 6:4 (0:1)

Diváků: 6 752
 Finsko -  USA	3:3 (1:0, 1:2, 1:1)
7. května 1978 (20:30) - Praha (Sportovní hala ČSTV)

Branky Finska: 11:10 Seppo Ahokainen, 25:57 Pekka Rautakallio, 41:59 Seppo Ahokainen.

Branky USA: 27:40 Dave Debol, 33:07 Don Jackson, 55:05 Mike Fidler.

Rozhodčí: Vladimír Šubrt - Luděk Exner, Karel Sládeček (TCH)

Vyloučení: 3:6 (1:0)

Diváků: 5 720
 Československo -  Švédsko	3:2 (0:1, 1:1, 2:0)
8. května 1978 (17:00) - Praha (Sportovní hala ČSTV)

Branky a nahrávky Československa: 21:19 Bohuslav Ebermann (Jan Zajíček), 50:53 Jaroslav Pouzar (Ivan Hlinka), 52:11 František Černík (Peter Šťastný).

Branky a nahrávky Švédska: 7:19 Mats Åhlberg (Lars-Gunnar Lundberg), 23:13 Bengt Lundholm (Rolf Edberg).

Rozhodčí: Patrick McCormak (CAN) – Berthold Schweiger (GDR), Lasse Vanhanen (FIN)

Vyloučení: 0:2 (0:0) + Per-Olov Brasar na 10 min.

Diváků: 14 088
ČSSR: Jiří Holeček – Jiří Bubla, Milan Kajkl, František Kaberle, Jan Zajíček, Oldřich Machač, Miroslav Dvořák – Pavel Richter, Ivan Hlinka, Josef Augusta – Vladimír Martinec, Milan Nový, Bohuslav Ebermann - Marián Šťastný, Peter Šťastný, František Černík – Jaroslav Pouzar, Jiří Novák.
Švédsko: Göran Högosta – Stig Östling, Göran Lindblom, Lars Lindgren, Lars Zetterström, Stig Salming, Mats Waltin – Mats Åhlberg, Per-Olov Brasar, Lars Gunnar Lundberg – Kent-Erik Andersson, Rolf Edberg, Bengt Lundholm – Lenart Norberg, Thomas Gradin, Leif Holmgren – Roland Eriksson.
 SSSR -  Kanada	4:2 (1:0, 0:0, 3:2)
8. května 1978 (20:30) - Praha (Sportovní hala ČSTV)

Branky SSSR: 0:10 Boris Michajlov, 56:09 Valerij Charlamov, 57:00 Sergej Kapustin, 58:16 Vjačeslav Fetisov.

Branky Kanady: 44:09 Wilf Palement, 55:40 Don Lever.

Rozhodčí: Josef Kompalla (GER) - Laszlo Schell (HUN), Björn Ferber (SWE)

Vyloučení: 3:5 (1:0)

Diváků: 14 088
SSSR: Treťjak – Fetisov, Cygankov, Biljaletdinov, Lutčenko, Vasiljev, Pervuchin – Michajlov, Malcev, Charlamov – Balderis, Žluktov, Kapustin – Makarov, Vladimír Golikov, Alexander Golikov – Lebeděv.
Kanada: Bouchard – Shand, Ribble, Hampton, Picard, Maxwell, Kearns – McMillan, Unger, Murphy – Paiement, Sharpley, Lever – Pronovost, Dionne, Hickey – Lysiak, Charron, Maruk.

### Finále
|    |         | URS | TCH | CAN | SWE | V | R | P | Skóre | B  |
| 1. | SSSR    | *** | 3:1 | 5:1 | 7:1 | 9 | 0 | 1 | 61:26 | 18 |
| 2. | ČSSR    | 1:3 | *** | 3:2 | 6:1 | 9 | 0 | 1 | 54:21 | 18 |
| 3. | Kanada  | 1:5 | 2:3 | *** | 3:2 | 5 | 0 | 5 | 38:36 | 10 |
| 4. | Švédsko | 1:7 | 1:6 | 2:3 | *** | 4 | 0 | 6 | 39:37 | 8  |

- Utkání ze základní části se započítávala.

 Kanada -  SSSR	1:5 (0:0, 0:3, 1:2)
10. května 1978 (17:00) - Praha (Sportovní hala ČSTV)

Branky Kanady: 48:16 Tom Lysiak.

Branky SSSR: 25:54 Sergej Kapustin, 27:53 Viktor Žluktov, 39:19 Vladimír Golikov, 42:36 Vjačeslav Fetisov, 54:27 Alexandr Malcev.

Rozhodčí: Raimo Sepponen - Lasse Vanhanen (FIN), Björn Ferber (SWE)

Vyloučení: 5:4 (1:1) + Hamton, Pat Ribble na 5 min – Biljaledtinov na 5. a 10. min.

Diváků: 14 088
SSSR: Treťjak – Cygankov, Fetisov, Biljaletdinov, Lutčenko, Vasiljev, Pervuchin – Michajlov, Petrov, Charlamov – Balderis, Žlutkov, Kapustin – Malcev, Vladimír Golikov, Alexander Golikov – Makarov, Lebeděv.
Kanada: Bouchard – Shand, Ribble, Maxwell, Picard, Hampton, Kearns – McMillan, Unger, Murphy – Pronovost, Dionne, Hickey – Paiement, Sharpley, Lever – Lysiak, Charron, Maruk.
 Československo -  Švédsko	6:1 (2:0, 3:0, 1:1)
10. května 1978 (20:30) - Praha (Sportovní hala ČSTV)

Branky a nahrávky Československa: 8:04 Bohuslav Ebermann (Vladimír Martinec), 9:39 Milan Nový (Ivan Hlinka), 21:40 Jiří Novák (Bohuslav Ebermann), 24:21 Vladimír Martinec (Jiří Novák), 32:33 Jaroslav Pouzar (Ivan Hlinka), 53:17 Vladimír Martinec (Josef Augusta).

Branky a nahrávky Švédska: 50:18 Bengt Lundholm (Lars Zetterström).

Rozhodčí: McCormack (CAN) – Schweiger (GDR), Schell (HUN)

Vyloučení: 4:5 (2:0)

Diváků: 14 088
ČSSR: Jiří Holeček – Jiří Bubla, Milan Kajkl, František Kaberle, Jan Zajíček, Oldřich Machač, Miroslav Dvořák – Milan Nový, Ivan Hlinka, Jaroslav Pouzar – Vladimír Martinec, Jiří Novák, Bohuslav Ebermann - Marián Šťastný, Peter Šťastný, František Černík – Josef Augusta.
Švédsko: Göran Högosta – Stig Salming, Mats Waltin, Lars Lindgren, Lars Zetterström, Göran Lindblom, Stig Östling – Mats Åhlberg, Per-Olov Brasar, Lars-Gunnar Lundberg – Kent-Erik Andersson, Rolf Edberg, Bengt Lundholm – Lennart Norberg, Thomas Gradin, Roland Eriksson – Ulf Weinstock, Nils-Olov Olsson, Leif Holmgren.
 Československo -  Kanada	3:2 (2:2, 0:0, 1:0)
12. května 1978 (17:00) - Praha (Sportovní hala ČSTV)

Branky a nahrávky Československa: 4:48 Milan Nový (Jaroslav Pouzar), 14:10 Bohuslav Ebermann (Vladimír Martinec), 42:33 Oldřich Machač.

Branky a nahrávky Kanady: 1:45 Wilf Paiement (Don Lever), 2:10 Jean Pronovost.

Rozhodčí: Stig Karlsson – Björn Ferber (SWE), Berthold Schweiger (GDR)

Vyloučení: 2:4 (0:0)

Diváků: 14 088
ČSSR: Jiří Holeček – Jiří Bubla, Milan Kajkl, Jan Zajíček, František Kaberle, Miroslav Dvořák, Oldřich Machač – Milan Nový, Ivan Hlinka, Jaroslav Pouzar – Vladimír Martinec, Jiří Novák, Bohuslav Ebermann - Marián Šťastný, Peter Šťastný, František Černík – Josef Augusta, Pavel Richter.
Kanada: Dennis Herron – David Shand, Pat Ribble, Rick Hampton, Robert Picard, Brad Maxwell, Dennis Kearns – Robert McMillan, Garry Unger, Michael Murphy – Wilf Paiement, Tom Lysiak, Don Lever – Glen Sharplay, Guy Charron, Dennis Maruk – Jean Pronovost, Marcel Dionne, Pat Hickey.
 SSSR -  Švédsko	7:1 (2:0, 5.1, 0:0)
12. května 1978 (20:30) - Praha (Sportovní hala ČSTV)

Branky SSSR: 0:47 Vladimir Petrov, 13:51 Vladimír Golikov, 22:27 Helmuts Balderis, 23:32 Valerij Vasiljev, 27:32 Boris Michajlov, 28:08 Helmuts Balderis, 38:51 Helmuts Balderis.

Branky Švédska: 35:21 Lars-Gunnar Lundberg.

Rozhodčí: Josef Kompalla (GER) - Laszlo Schell (HUN), Lasse Vanhanen (FIN)

Vyloučení: 1:1 (0:0) + Mats Åhlberg na 10 min.

Diváků: 14 088
SSSR: Treťjak – Cygankov, Fetisov, Biljaletdinov, Lutčenko, Vasiljev, Pervuchin – Michajlov, Petrov, Charlamov – Balderis, Malcev, Kapustin – Makarov, Vladimír Golikov, Alexander Golikov.
Švédsko: Aström (29. Högosta) – Östling, Waltin, Lindgren, Zetterström, Lindblom, Weinstock – Ählberg, Brasar, Lundberg – Andersson, Edberg, Lundholm – Norberg, Gradin, Eriksson – Olsson, Holmgren.
 Švédsko -  Kanada	2:3 (1:1, 1:1, 0:1)
14. května 1978 (14:00) - Praha (Sportovní hala ČSTV)

Branky Švédska: 3:39 Lennart Norberg, 22:19 Kent-Erik Andersson.

Branky Kanady: 1:39 Marcel Dionne, 34:04 Glen Sharpley, 59:03 Pat Hickey.

Rozhodčí: Kenneth Pierce (USA) - Berthold Schweiger (NDR), Jurij Smirnov (URS)

Vyloučení: 1:3 (0:1)

Diváků: 14 088
Švédsko: Högosta – Östling, Waltin, Lindgren, Zetterström, Lindblom, Weinstock – Ählberg, Brasar, Lundberg – Lundholm, Edberg, Andersson – Norberg, Gradin, Eriksson – Olsson, Holmgren.
Kanada: Bouchard (45. Herron) – Shand, Ribble, Hampton, Picard, Maxwell, Kearns – McMillan, Unger, Murphy – Pronovost, Dionne, Hickey – Paiement, Lysiak, Lever – Sharpley, Charron, Maruk.
 Československo -  SSSR	1:3 (0:1, 0:1, 1:1)
14. května 1978 (17:30) - Praha (Sportovní hala ČSTV)

Branky a nahrávky Československa: 48:42 Ivan Hlinka (Milan Nový).

Branky a nahrávky SSSR: 19:05 Helmuts Balderis (Viktor Žlutkov), 37:59 Vladimir Petrov (Boris Michajlov), 46:10 Vladimír Golikov (Alexander Golikov).

Rozhodčí: Kenneth Pierce (USA) – Björn Ferber (SWE), Laszlo Schell (HUN)

Vyloučení: 5:7 (0:0, 0:1)

Diváků: 14 088
ČSSR: Jiří Holeček – Jiří Bubla, Milan Kajkl, František Kaberle, Jan Zajíček, Oldřich Machač, Miroslav Dvořák – Pavel Richter, Ivan Hlinka, Jaroslav Pouzar – Vladimír Martinec, Jiří Novák, Bohuslav Ebermann - Marián Šťastný, Peter Šťastný, František Černík – Josef Augusta, Milan Nový.
SSSR: Vladislav Treťjak – Gennadij Cygankov, Vjačeslav Fetisov, Zinetula Biljaletdinov, Vladimír Lutčenko, Vasilij Pěrvuchin, Valerij Vasiljev – Boris Michajlov, Vladimir Petrov, Valerij Charlamov – Helmuts Balderis, Viktor Žluktov, Sergej Kapustin – Alexandr Malcev, Vladimír Golikov, Alexander Golikov – Sergej Makarov, Jurij Lebeděv.

### O 5. - 8. místo
|    |        | GER | USA | FIN | GDR | V | R | P | Skóre | B |
| 5. | SRN    | *** | 8:4 | 4:4 | 0:0 | 3 | 3 | 4 | 35:43 | 9 |
| 6. | USA    | 4:8 | *** | 4:3 | 5:5 | 2 | 2 | 6 | 38:58 | 6 |
| 7. | Finsko | 4:4 | 3:4 | *** | 7:2 | 2 | 2 | 6 | 37:44 | 6 |
| 8. | NDR    | 0:0 | 5:5 | 2:7 | *** | 1 | 3 | 6 | 20:57 | 5 |

- Utkání ze základní části se započítávala.

 Finsko -  SRN	4:4 (1:2, 0:0, 3:2)
9. května 1978 (17:00) - Praha (Sportovní hala ČSTV)

Branky Finska: 12:56 Lasse Litma, 44:05 Seppo Ahokainen, 51:56 Esa Peltonen, 57:23 Seppo Repo.

Branky SRN: 7:25 Erich Kühnhackl, 14:54 Robert Murray, 42:28 Horst Kretschmer, 49:13 Rainer Philipp.

Rozhodčí: Patrick McCormack (CAN) - Luděk Exner, Karel Sládeček (TCH)

Vyloučení: 3:3

Diváků: 7 755
 USA -  NDR	5:5 (0:3, 1:0, 4:2)
9. května 1978 (20:30) - Praha (Sportovní hala ČSTV)

Branky USA: 23:01 Robert Collyard, 41:24 Mike Fidler, 46:10 Steve Jensen, 46:28 Steve Jensen, 59:59 Steve Jensen.

Branky NDR: 2:53 Dieter Frenzel, 5:38 Friedhelm Bögelsac, 9:01 Dieter Frenzel, 48:51 Rolf Bielas, 55:56 Rolf Bielas.

Rozhodčí: Vladimír Šubrt (TCH) - Harry Westreicher (AUT), Jurij Smirnov (URS)

Vyloučení: 4:3 (3:0)

Diváků: 6 023
 SRN -  NDR	0:0
11. května 1978 (17:00) - Praha (Sportovní hala ČSTV)

Rozhodčí: Viktor Dombrovskij - Jurij Smirnov (URS), Harry Westreicher (AUT)

Vyloučení: 0:2 (:0)

Diváků: 7 958
SRN: Weishaupt – Kiessling, Auhuber, Murray, Berndaner, Kretschmer, Scharf – Schloder, Kühnhackl, Phillip – Funk, Wild, Köberle - Hermann Hinterstocker, Zach, Kühl – Rendl, Martin Hinterstocker.
NDR: Herzig – Braun, Simon, Lempio, Dietmar Peters, Fengler, Frenzel (Schröder) – Scholz, Slapke, Bielas – Proske, Patschinski, Stasche – Roland Peters, Müller, Bögelsack – Unterdörfel.
 USA -  Finsko	4:3 (1:0, 2:2, 1:1)
11. května 1978 (20:30) - Praha (Sportovní hala ČSTV)

Branky USA: 0:16 William Gilligan, 21:07 Mike Fidler, 36:13 William Gilligan, 48:22 Dave Debol.

Branky Finska: 25:12 Timo Nummelin, 35:06 Esa Peltonen, 46:03 Kari Makkonen.

Rozhodčí: Patrick McCormack (CAN) - Luděk Exner, Karel Sládeček (TCH)

Vyloučení: 3:1 (0:1)

Diváků: 6 305
USA: Lopresti – Norwich, Lamby, Westrum, Jackson, Younghans – Gilligan, Debol, Fidler – Faves, Johnson, Jensen – Harvey Bennett, Collyard, Warner.
Finsko: Ylönen - Nummelin, Ruotsalainen, Marjamäki, Levo, Siltanen, Rautakallio – Tamminen, Repo, Rautiainen – Porvari, Koivulahti, Peltonen – Ahokainen, Leinonen, Makkonen
 Finsko –  NDR	7:2 (3:1, 4:0, 0:1)
13. května 1978 (17:00) - Praha (Sportovní hala ČSTV)

Branky Finska: 2:53 Esa Peltonen, 9:18 Juhani Tamminen, 13:50 Matti Rautiainen, 24:14 Pekka Rautakallio, 25:28 Reijo Ruotsalainen, 30:55 Matti Rautiainen, 37:12 Juhani Tamminen.

Branky NDR: 18:47 Joachim Stasche, 46:43 Rolf Bielas.

Rozhodčí: Vladimír Šubrt - Luděk Exner (TCH), Jurij Smirnov (URS)

Vyloučení: 4:4 (1:0)

Diváků: 9 578
Finsko: Ylönen - Nummelin, Ruotsalainen, Marjamäki, Rautakallio, Siltanen, Levo – Tamminen, Repo, Rautiainen – Porvari, Koivulahti, Peltonen – Ahokainen, Hagman, Makkonen – Jarkko, Leinonen.
NDR: Herzig (Kraske) – Braun, Simon, Lempio, Dietmar Peters, Fengler, Frenzel – Scholz, Slapke, Bielas – Proske, Patschinski, Stasche – Bögelsack, Roland Peters, Unterdörfel – Schröder.
 USA -  SRN	4:8 (1:2, 1:1, 2:5)
13. května 1978 - Praha (Sportovní hala ČSTV)

Branky USA: 7:30 Mike Fidler, 33:33 Mike Eaves, 42:33 Jim Warner, 43:55 Dave Debol.

Branky SRN: 6:07 Erich Kühnhackl, 8:06 Rainer Philipp, 36:50 Hermann Hinterstocker, 41:45 Marcus Kuhl, 48:51 Marcus Kuhl, 49:55 Erich Kühnhackl, 55:03 Rainer Philipp, 59:18 Marcus Kuhl.

Rozhodčí: Stig Karlsson (SWE) - Harry Westreicher (AUT), Karel Sládeček (TCH)

Vyloučení: 2:4 (0:1) + Mike Fidler – Klaus Auhuber 5 min.

Diváků: 8 961
USA: Lopresti – Jackson, Westrum, Patrick, Lamby, Norwich, Younghans – Fidler, Debol, Gilligan – Curt Bennett, Collyard, Warner – Jensen, Johnson, Faves.
SRN: Weishaupt – Kießling, Auhuber, Murray, Berndaner, Scharf, Kretschmer – Schloder, Kühnhackl, Phillip – Köberle, Funk, Martin Hinterstocker – Kühl, Zach, Hermann Hinterstocker – Wild.

### Mistrovství Evropy
|    |         | URS  | TCH   | SWE   | GER  | GDR   | FIN  | V | R | P | Skóre | B  |
| 1. | SSSR    | ***  | 4:6*  | 6:1*  | 7:4* | 10:2* | 6:3* | 6 | 0 | 1 | 43:18 | 12 |
| 2. | ČSSR    | 1:3  | ***   | 3:2*  | 8:2* | 8:0*  | 6:4* | 6 | 0 | 1 | 38:16 | 12 |
| 3. | Švédsko | 1:7  | 1:6   | ***   | 6:2* | 10:1* | 6:1* | 3 | 0 | 4 | 27:26 | 6  |
| 4. | SRN     | 2:8* | 4:7*  | 2:6*  | ***  | 0:0   | 4:4  | 1 | 3 | 3 | 18:29 | 5  |
| 5. | NDR     | 0:8* | 2:10* | 1:10* | 1:1* | ***   | 2:7  | 1 | 2 | 4 | 10:39 | 4  |
| 6. | Finsko  | 4:6* | 3:6*  | 1:6*  | 3:5* | 3:4*  | ***  | 1 | 1 | 5 | 25:33 | 3  |

- s hvězdičkou = zápasy ze základní skupiny.
- SSSR, ČSSR a Švédsko = druhé zápasy z finálové skupiny.
- Německo, NDR a Finsko = druhé zápasy ze skupiny o 5.- 8. místo.

## Statistiky

### Nejlepší hráči podle direktoriátu IIHF
| Brankář | Jiří Holeček      |
| Obránce | Vjačeslav Fetisov |
| Útočník | Marcel Dionne     |

### All Stars
| Brankář         | Jiří Holeček      |
| Levý obránce    | Vjačeslav Fetisov |
| Pravý obránce   | Jiří Bubla        |
| Levé křídlo     | Sergej Kapustin   |
| Střední útočník | Ivan Hlinka       |
| Pravé křídlo    | Alexandr Malcev   |

### Kanadské bodování
| Poř. | Kanadské bodování | Branky | Přihrávky | Body |
| ---- | ----------------- | ------ | --------- | ---- |
| 1.   | Erich Kühnhackl   | 8      | 8         | 16   |
| 2.   | Ivan Hlinka       | 4      | 10        | 14   |
| 3.   | Alexandr Malcev   | 5      | 8         | 13   |
| 4.   | Boris Michajlov   | 9      | 3         | 12   |
| 4.   | Marcel Dionne     | 9      | 3         | 12   |
| 6.   | Rolf Edberg       | 7      | 5         | 12   |
| 7.   | Helmuts Balderis  | 9      | 2         | 11   |
| 8.   | Sergej Kapustin   | 6      | 5         | 11   |
| 8.   | Bengt Lundholm    | 6      | 5         | 11   |
| 8.   | Bohuslav Ebermann | 6      | 5         | 11   |
| 8.   | Rainer Philipp    | 6      | 5         | 11   |

### Soupiska SSSR
1.  SSSR

Brankáři: Vladislav Treťjak, Alexandr Paškov.

Obránci: Vjačeslav Fetisov, Vladimír Lutčenko, Vasilij Pěrvuchin, Valerij Vasiljev, Gennadij Cygankov, Zinetula Biljaletdinov, Jurij Fjodorov.

Útočníci: Boris Michajlov, Vladimir Petrov, Valerij Charlamov, Helmuts Balderis, Viktor Žluktov, Sergej Kapustin, Alexander Golikov, Alexandr Malcev, Vladimír Golikov, Jurij Lebeděv, Sergej Makarov.

Trenéři: Viktor Tichonov, Vladimir Jurzinov.

### Soupiska Československa
2.  Československo

Brankáři: Jiří Holeček, Jiří Crha.

Obránci: Jiří Bubla, Milan Kajkl, Oldřich Machač, Miroslav Dvořák, František Kaberle, Jan Zajíček, Milan Chalupa.

Útočníci: Vladimír Martinec, Jiří Novák, Bohuslav Ebermann, Pavel Richter,  – Ivan Hlinka, Jaroslav Pouzar, Marián Šťastný, Peter Šťastný, Milan Nový, Josef Augusta, František Černík,

Trenéři: Karel Gut, Ján Starší.

### Soupiska Kanady
3.  Kanada

Brankáři: Daniel Bouchard, Dennis Herron.

Obránci: David Shand, Pat Ribble, Brad Maxwell, Robert Picard, Rick Hampton, Dennis Kearns.

Útočníci: Bob MacMillan, Garry Unger, Mike Murphy, Jean Pronovost, Marcel Dionne, Pat Hickey, Wilf Paiement, Glen Sharpley, Don Lever, Tom Lysiak, Guy Charron, Dennis Maruk.

Trenéři: Harry Howell, Marshall Johnston.

### Soupiska Švédska
4.  Švédsko

Brankáři: Göran Högosta, Hardy Äström.

Obránci: Stig Östling, Göran Lindblom, Lars Lindgren, Lars Zetterström, Stig Salming, Mats Waltin, Ulf Weinstock.

Útočníci: Mats Åhlberg, Per-Olov Brasar, Roland Eriksson, Kent-Erik Andersson, Rolf Edberg, Bengt Lundholm, Nils-Olov Olsson, Thomas Gradin, Leif Holmgren, Lars-Gunnar Lundberg, Lennart Norberg.

Trenéři: Hans Lindberg, Kjell Larsson.

### Soupiska SRN
5.  SRN

Brankáři: Erich Weishaupt, Bernard Engelbrecht.

Obránci: Ignaz Berndaner, Robert Murray, Peter Scharf, Udo Kießling, Klaus Auhuber, Horst Kretschmer.

Útočníci: Alois Schloder, Erich Kühnhackl, Rainer Philipp, Martin Hinterstocker, Martin Wild, Franz Reindl, Walter Köberle, Lorenz Funk, Vladimir Vacatko, Hermann Hinterstocker, Hans Zach, Marcus Kuhl.

Trenér: Hans Rampf.

### Soupiska USA
6.  USA

Brankáři: Peter Lopresti, Jim Warden.

Obránci: Don Jackson, Dick Lamby, Craig Norwich, Glen Patrick, Patrick Westrum, Ken Morrow.

Útočníci: Mike Fidler, Tom Younghans, Mark Johnson, Harvey Bennett, Steve Jensen, Jim Warner, Curt Bennett, Mike Eaves, Dave Debol, Steve Alley, Robert Collyard, William Gilligan.

Trenér: John Mariucci.

### Soupiska Finska
7.  Finsko

Brankáři: Antero Kivelä, Urpo Ylönen.

Obránci: Pekka Rautakallio, Timo Nummelin, Risto Siltanen, Pekka Marjamäki, Tapio Levo, Lasse Litma, Reijo Ruotsalainen.

Útočníci: Seppo Ahokainen, Esa Peltonen, Martti Jarkko, Juhani Tamminen, Mikko Leinonen, Matti Hagman, Seppo Repo, Kari Makkonen, Jukka Porvari, Matti Rautiainen, Pertti Koivulahti.

Trenér: Kalevi Numminen.

### Soupiska NDR
8.   NDR

Brankáři: Wolfgang Kraske, Roland Herzig.

Obránci: Frank Braun, Dieter Simon, Dietmar Peters, Joachim Lempio, Dieter Frenzel, Klaus-Rüdiger Schröder, Reinhard Fengler.

Útočníci: Joachim Stasche, Rainer Patschinski, Rolf Bielas, Peter Slapke, Eckhard Scholz, Friedhelm Bögelsack, Gerhard Müller, Roland Peters, Jürgen Franke, Wolfgang Unterdörfel, Frank Proske.

Trenér: Günther Schischefsky.

### Rozhodčí
| Hlavní - Viktor Dombrovskij - Stig Karlsson - Josef Kompalla - Patrick McCormack - Kenneth Pierce - Raimo Sepponen - Vladimír Šubrt | Čárový - Luděk Exner - Björn Ferber - Laszlo Schell - Berthold Schweiger - Karel Sládeček - Jurij Smirnov - Lasse Vanhanen - Harry Westreicher - Ivan Koval |

## MS Skupina B
|    |            | POL  | JPN | SUI  | RUM  | HUN  | NOR | ITA  | YUG  | V | R | P | Skóre | B  |
| 1. | Polsko     | ***  | 2:2 | 8:1  | 8:6  | 7:2  | 9:4 | 12:2 | 5:2  | 6 | 1 | 0 | 51:19 | 13 |
| 2. | Japonsko   | 2:2  | *** | 1:6  | 5:2  | 2:1  | 5:1 | 5:4  | 6:1  | 5 | 1 | 1 | 26:17 | 11 |
| 3. | Švýcarsko  | 1:8  | 6:1 | ***  | 7:3  | 12:5 | 6:6 | 7:4  | 3:5  | 4 | 1 | 2 | 42:32 | 9  |
| 4. | Rumunsko   | 6:8  | 2:5 | 3:7  | ***  | 8:0  | 6:4 | 5:5  | 11:0 | 3 | 1 | 3 | 41:29 | 7  |
| 5. | Maďarsko   | 2:7  | 1:2 | 5:12 | 0:8  | ***  | 4:3 | 5:2  | 4:2  | 3 | 0 | 4 | 21:36 | 6  |
| 6. | Norsko     | 4:9  | 1:5 | 6:6  | 4:6  | 3:4  | *** | 4:3  | 7:1  | 2 | 1 | 4 | 29:34 | 5  |
| 7. | Itálie     | 2:12 | 4:5 | 4:7  | 5:5  | 2:5  | 3:4 | ***  | 12:3 | 1 | 1 | 5 | 32:41 | 3  |
| 8. | Jugoslávie | 2:5  | 1:6 | 5:3  | 0:11 | 2:4  | 1:7 | 3:12 | ***  | 1 | 0 | 6 | 14:48 | 2  |

 Itálie -  Japonsko 4:5 (2:3, 2:1, 0:1)
17. března 1978 – Bělehrad

 Švýcarsko -  Polsko 1:8 (0:0, 0:6, 1:2)
17. března 1978 - Bělehrad

 Rumunsko -  Norsko 6:4 (1:1, 0:1, 5:2)
17. března 1978 - Bělehrad

 Jugoslávie -  Maďarsko 2:4 (1:0, 0:2, 1:2)
17. března 1978 - Bělehrad

 Maďarsko -  Norsko 4:3 (1:1, 2:1, 1:1)
18. března 1978 - Bělehrad

 Jugoslávie -  Polsko 2:5 (1:1, 1:3, 0:1)
18. března 1978 - Bělehrad

 Rumunsko -  Itálie 5:5 (3:1, 1:3, 1:1)
19. března 1978 - Bělehrad

 Japonsko -  Švýcarsko 1:6 (0:2, 1:1, 0:3)
19. března 1978 - Bělehrad

 Maďarsko -  Japonsko 1:2 (0:0, 1:1, 0:1)
20. března 1978 - Bělehrad

 Rumunsko -  Švýcarsko 3:7 (2:2, 0:3, 1:2)
20. března 1978 - Bělehrad

 Norsko -  Polsko 4:9 (0:5, 2:3, 2:1)
20. března 1978 - Bělehrad

 Jugoslávie -  Itálie 3:12 (0:3, 3:4, 0:5)
20. března 1978 - Bělehrad

 Polsko -  Maďarsko 7:2 (1:0, 5:0, 1:2)
21. března 1978 - Bělehrad

 Jugoslávie -  Norsko 1:7 (0:3, 0:0, 1:4)
21. března 1978 - Bělehrad

 Japonsko -  Rumunsko 5:2 (1:0, 1:1, 3:1)
22. března 1978 - Bělehrad

 Itálie -  Švýcarsko 4:7 (1:0, 1:4, 2:3)
22. března 1978 - Bělehrad

 Maďarsko -  Rumunsko 0:8 (0:1, 0:5, 0:2)
23. března 1978 - Bělehrad

 Švýcarsko -  Norsko 6:6 (1:3, 3:2, 2:1)
23. března 1978 - Bělehrad

 Itálie -  Polsko 2:12 (1:6, 0:0, 1:6)
23. března 1978 - Bělehrad

 Japonsko -  Jugoslávie 6:1 (4:0, 1:0, 1:1)
23. března 1978 - Bělehrad

 Švýcarsko -  Maďarsko 12:5 (5:1, 3:2, 4:2)
25. března 1978 - Bělehrad

 Norsko -  Itálie 4:3 (1:1, 2:2, 1:0)
25. března 1978 - Bělehrad

 Polsko -  Japonsko 2:2 (0:1, 0:1, 2:0)
25. března 1978 - Bělehrad

 Jugoslávie -  Rumunsko 0:11 (0:5, 0:4, 0:2)
25. března 1978 - Bělehrad

 Norsko -  Japonsko 1:5 (1:0, 0:3, 0:2)
26. března 1978 - Bělehrad

 Itálie-  Maďarsko 2:5 (0:2, 1:2, 1:1)
26. března 1978 - Bělehrad

 Jugoslávie -  Švýcarsko 5:3 (2:0, 2:2, 1:1)
26. března 1978 - Bělehrad

 Polsko -  Rumunsko 8:6 (2:3, 1:0, 5:3)
26. března 1978 - Bělehrad

## MS Skupina C
|    |            | NED  | AUT  | DEN  | CHN  | BUL  | FRA  | ESP  | BEL  | V | R | P | Skóre  | B  |
| 1. | Nizozemsko | ***  | 8:4  | 3:3  | 6:4  | 8:0  | 12:3 | 19:0 | 18:3 | 6 | 1 | 0 | 74:17  | 13 |
| 2. | Rakousko   | 4:8  | ***  | 7:4  | 9:4  | 3:3  | 9:7  | 14:4 | 19:1 | 5 | 1 | 1 | 65:31  | 11 |
| 3. | Dánsko     | 3:3  | 4:7  | ***  | 2:3  | 8:3  | 7:6  | 13:2 | 22:1 | 4 | 1 | 2 | 59:25  | 9  |
| 4. | Čína       | 4:6  | 4:9  | 3:2  | ***  | 2:4  | 8:4  | 10:5 | 12:1 | 4 | 0 | 3 | 43:31  | 8  |
| 5. | Bulharsko  | 0:8  | 3:3  | 3:8  | 4:2  | ***  | 0:4  | 7:2  | 10:3 | 3 | 1 | 3 | 27:30  | 7  |
| 6. | Francie    | 3:12 | 7:9  | 6:7  | 4:8  | 4:0  | ***  | 13:3 | 9:0  | 3 | 0 | 4 | 46:39  | 6  |
| 7. | Španělsko  | 0:19 | 4:14 | 2:13 | 5:10 | 2:7  | 3:13 | ***  | 11:4 | 1 | 0 | 6 | 27:80  | 2  |
| 8. | Belgie     | 3:18 | 1:19 | 1:22 | 1:12 | 3:10 | 0:9  | 4:11 | ***  | 0 | 0 | 7 | 13:101 | 0  |

 Čína -  Francie 8:4 (1:2, 3:1, 4:1)
10. března 1978 – Las Palmas

 Nizozemsko -  Belgie 18:3 (5:1, 9:1, 4:1)
10. března 1978 – Las Palmas

 Rakousko -  Dánsko 7:4 (3:1, 3:1, 1:2)
10. března 1978 – Las Palmas

 Španělsko -  Bulharsko 2:7 (0:4, 1:1, 1:2)
10. března 1978 – Las Palmas

 Čína -  Dánsko 3:2 (1:0, 0:1, 2:1)
12. března – Las Palmas

 Francie -  Rakousko 7:9 (4:3, 1:2, 2:4)
12. března 1978 – Las Palmas

 Belgie -  Španělsko 4:11 (1:2, 1:3, 2:6)
12. března 1978 – Las Palmas

 Bulharsko -  Nizozemsko 0:8 (0:4, 0:3, 0:1)
12. března 1978 – Las Palmas

 Belgie -  Čína 1:12 (0:5, 0:4, 1:3)
13. března 1978 – Las Palmas

 Dánsko -  Francie 7:6 (2:1, 4:3, 1:2)
13. března 1978 – Las Palmas

 Nizozemsko -  Španělsko 19:0 (2:0, 7:0, 10:0)
13. března 1978 – Las Palmas

 Rakousko -  Bulharsko 3:3 (2:1, 1:0, 0:2)
13. března 1978 – Las Palmas

 Bulharsko -  Belgie 10:3 (1:1, 4:0, 5:2)
15. března 1978 – Las Palmas

 Nizozemsko -  Francie 12:3 (2:1, 5:2, 5:0)
15. března 1978 – Las Palmas

 Rakousko -  Čína 9:4 (3:0, 2:1, 4:3)
15. března 1978 – Las Palmas

 Španělsko -  Dánsko 2:13 (1:6, 0:4, 1:3)
15. března 1978 – Las Palmas

 Nizozemsko -  Dánsko 3:3 (1:2, 1:1, 1:0)
16. března 1978 – Las Palmas

 Francie -  Belgie 9:0 (4:0, 3:0, 2:0)
16. března 1978 – Las Palmas

 Španělsko -  Rakousko 4:14 (2:5, 1:4, 1:5)
16. března 1978 – Las Palmas

 Čína -  Bulharsko 2:4 (0:2, 1:0, 1:2)
16. března 1978 – Las Palmas

 Belgie -  Rakousko 1:19 (1:7, 0:5, 0:7)
18. března 1978 – Las Palmas

 Dánsko -  Bulharsko 8:3 (0:0, 5:1, 3:2)
18. března 1978 – Las Palmas

 Francie -  Španělsko 13:3 (3:0, 6:1, 4:2)
18. března 1978 – Las Palmas

 Čína -  Nizozemsko 4:6 (2:0, 0:5, 2:1)
18. března 1978 – Las Palmas

 Dánsko -  Belgie 22:1 (11:0, 3:0, 8:1)
19. března 1978 – Las Palmas

 Bulharsko -  Francie 0:4 (0:0, 0:2, 0:2)
19. března 1978 – Las Palmas

 Rakousko -  Nizozemsko 4:8 (1:5, 2:1, 1:2)
19. března 1978 – Las Palmas

 Španělsko -  Čína 5:10 (1:3, 1:6, 3:1)
19. března 1978 – Las Palmas